# Buchanania reticulata
Buchanania reticulata är en sumakväxtart som beskrevs av Henry Fletcher Hance. Buchanania reticulata ingår i släktet Buchanania och familjen sumakväxter. Inga underarter finns listade i Catalogue of Life.